# Saarland-Klasse
Die Saarland-Klasse genannte Schiffsklasse war eine Baureihe von Motorschiffen der Hamburg-Amerika-Linie. Die Stückgutfrachter der Hapag waren deren vorletzte Serie als herkömmlicher Dreiinselentwurf.

## Geschichte

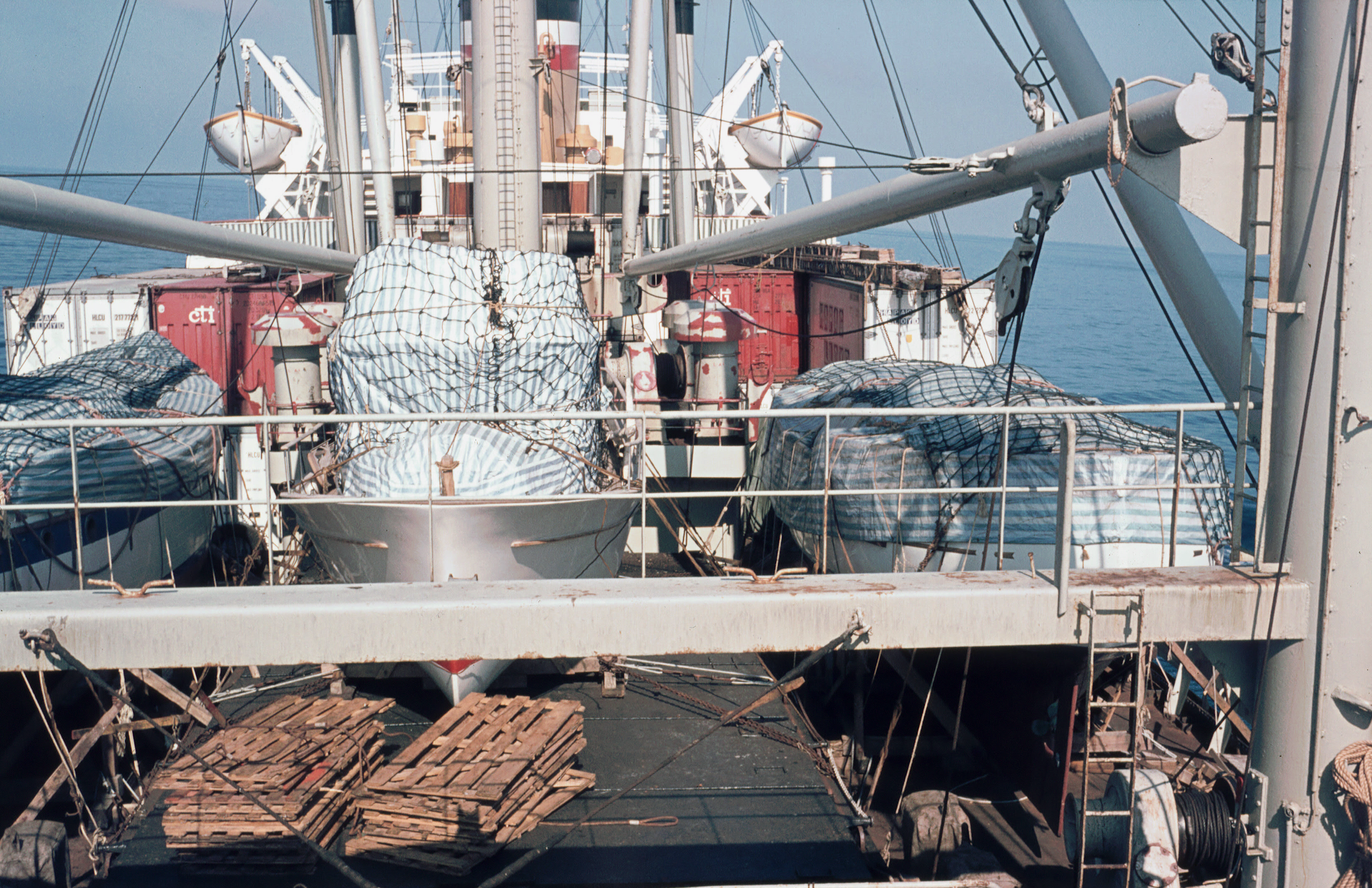
Decksladung auf der Saarland, 1975

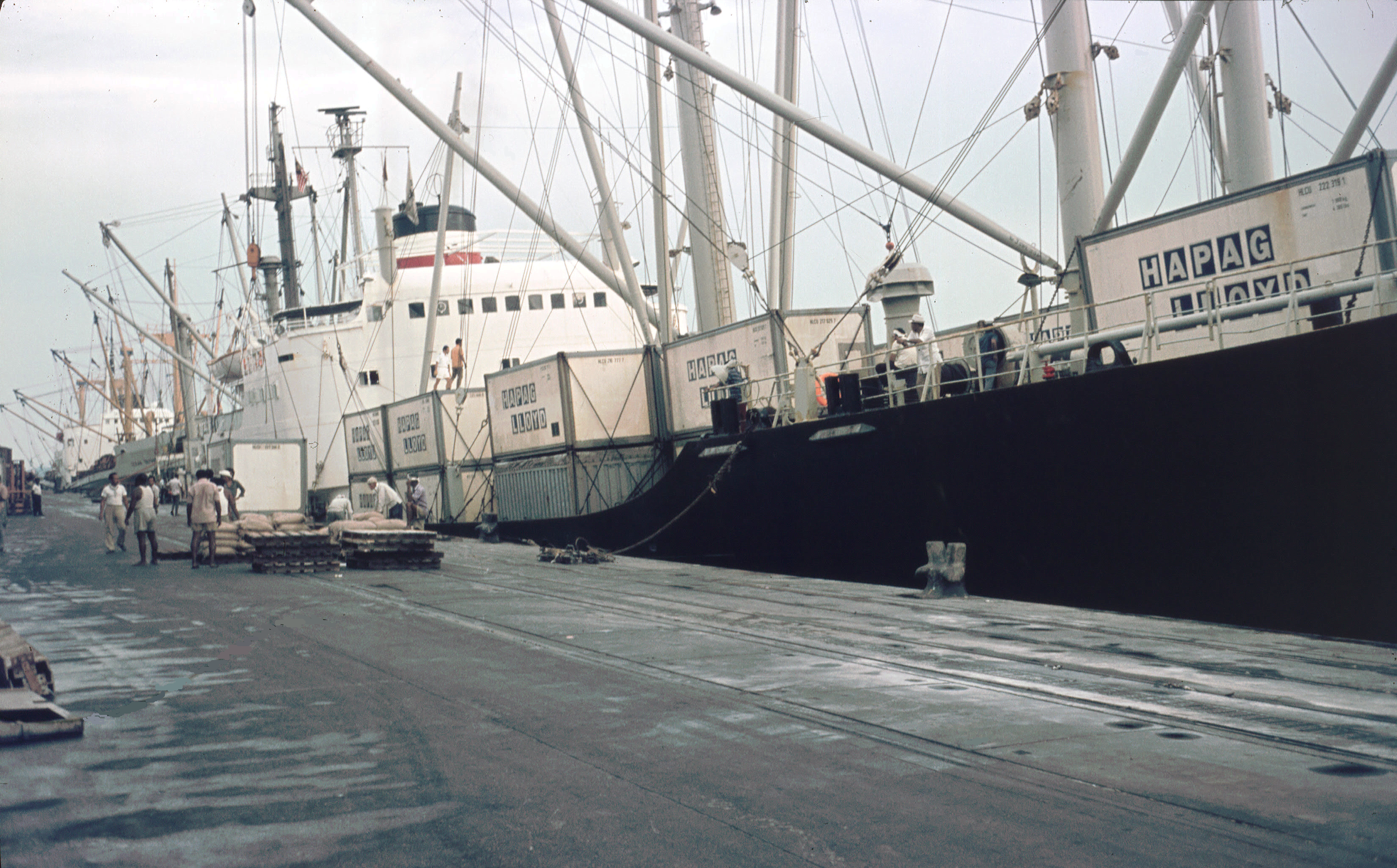
Die Saarland, 1975 in Penang

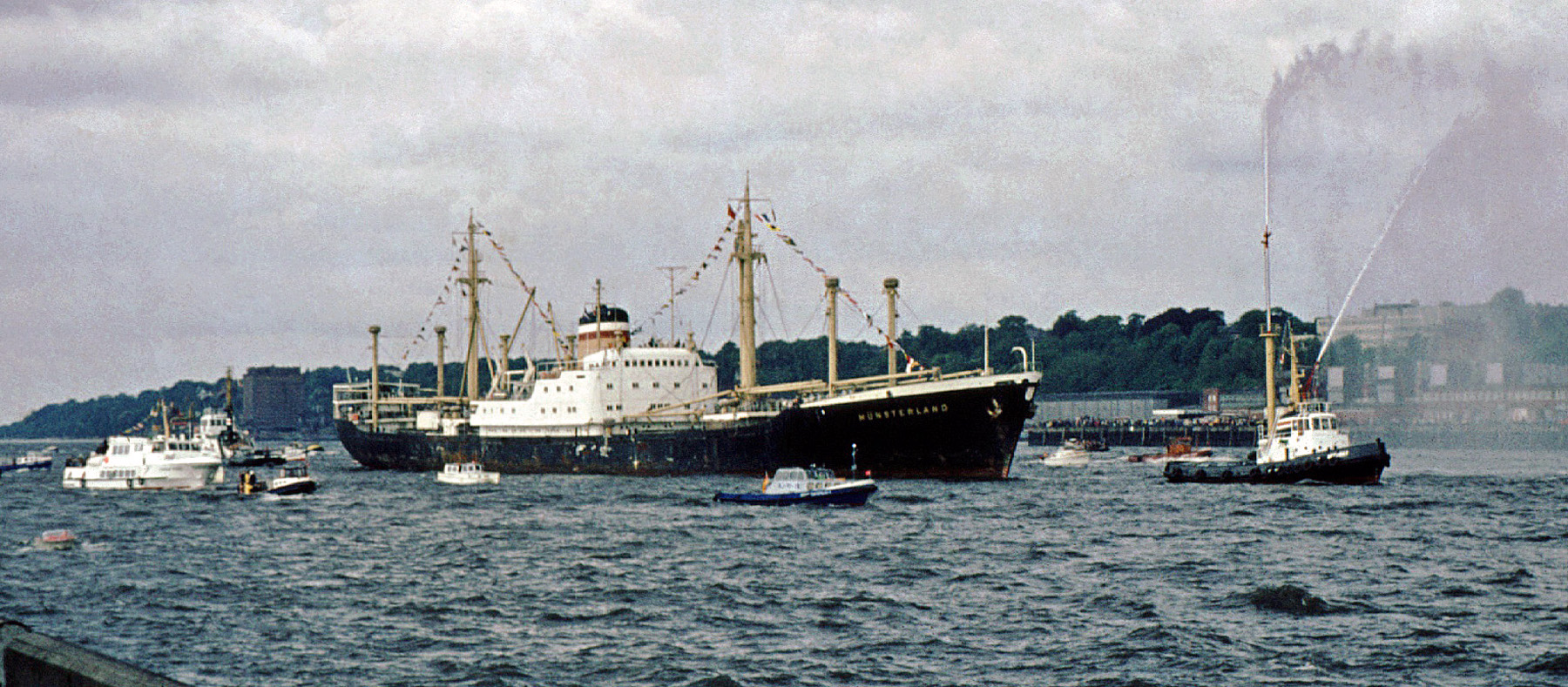
Die Münsterland wird 1975 in Hamburg begrüßt

Die Baureihe dieses Schiffstyps der Deutschen Werft in Hamburg umfasste fünf Einheiten, die zwischen 1957 und 1961 in Dienst gestellt wurden.
Das Typschiff der Klasse war die am 25. November 1957 abgelieferte Saarland, die als einziges Schiff der Klasse im Westküste-Südamerikadienst eingesetzt wurde. Alle weiteren Schiffe der ersten Bauvariante traten in den Nordamerika-Westküste-Dienst ein. Den Abschluss der Klasse bildeten die beiden vergrößerten Nachbauten Münsterland und die Kulmerland, die am 27. April 1961 übergeben wurde. Beide wurden im Australiendienst in Fahrt gebracht.
Als sich die  Hapag zum 1. September 1970 mit dem Norddeutschen Lloyd zusammenschloss, wurden auch die Schiffe der Saarland-Klasse in die neue Reederei übernommen. Schon 1971 wurde das Abschlussschiff der Serie an eine portugiesische Reederei verkauft. Bis 1977 wurde die Umwandlung der Hapag-Lloyd zur Containerlinienreederei weiter vorangetrieben. Alle verbliebenen Schiffe der Klasse wurden in den Jahren 1977/78 verkauft und in den 1980er Jahren von den späteren Eignern zur Verschrottung weiterveräußert.

### Die längste Reise derMünsterland
Bemerkenswert ist die Geschichte des Klassenschiffes Münsterland, das für acht Jahre, zusammen mit 14 anderen Schiffen (→Gelbe Flotte) im Suezkanal eingeschlossen war. Am 7. Januar 1961 trat das Schiff seine Jungfernreise im Australiendienst an, auf dem es auch sieben Jahre später noch eingesetzt war. Auf einer Rückreise von Australien wurde die Münsterland am 5. Juni 1967 durch den Ausbruch des Sechstagekrieges im Suezkanal eingeschlossen. Nahezu acht Jahre verbrachte der Frachter mit einer Reihe weiterer eingeschlossener Schiffe im Großen Bittersee vor Anker liegend. Über die Jahre hielt eine Rumpfmannschaft das Schiff soweit in Stand, sodass die Münsterland bei der Wiedereröffnung am 7. Mai 1975 aus eigener Kraft den Suezkanal verlassen und seine Reise zurück nach Hamburg beenden konnte. Das Schiff erreichte Hamburg am 24. Mai 1975 nach sieben Jahren, 11 Monaten und 2 Tagen unter großer öffentlicher Anteilnahme und stellte damit den Rekord für die längste Rundreise eines Hapag-Schiffes auf.

## Technik
Die Baureihe bestand aus zwei Bauvarianten. Die ersten vier Schiffe waren geringfügig kleiner, die abschließenden beiden Einheiten hatten eine erhöhte Poop sowie etwas mehr Länge und Breite. Die Saarland hatte Schiffskälteanlagen von Stal Astra für vier Kühlräume mit insgesamt rund 50.000 ft³, rund 10 Prozent des Gesamtladeraumvolumens von rund 516.000 ft³ für Stückgut. Herausstechendstes Merkmal der konventionell ausgerüsteten Schiffe waren die vielseitigen Ladungseinrichtungen. So waren die Schiffe mit 18 herkömmlichen Ladebäumen und zwei Schwergutbäumen ausgestattet. Die Aufbauten waren leicht stromlinienförmig gestaltet.

## Die Schiffe
| Saarland    | Basisvariante        | Deutsche Werft / 721 | 5304205 | 25. November 1957 | 11. August 1977 Franca, ab November 1983 Abbruch in Alang |
| Havelland   | Basisvariante        | Deutsche Werft / 722 | 5144112 | 11. März 1958     | Im Oktober 1959 Rettung von fünf Seeleuten des explodierten Kümos Luz Martina in der Karibik, 4. August 1977 Daniela, Abbruch ab 13. Februar 1983 in Gadani |
| Vogtland    | Basisvariante        | Deutsche Werft / 753 | 5383134 | 8. September 1959 | 22. August 1977 Jutha Rajata, Ab 23. Januar 1985 Abbruch in Hongkong |
| Rheinland   | Basisvariante        | Deutsche Werft / 754 | 5293781 | 30. Dezember 1959 | 11. August 1977 Jutha Karnchana, Abbruch ab 16. Dezember 1983 in Samut Prokarn/Bangkok |
| Münsterland | Vergrößerte Variante | Deutsche Werft / 764 | 5243774 | 29. Dezember 1960 | Vom 5. Juni 1967 bis zum 7. Mai 1975 im Suezkanal eingeschlossen, 21. Juni 1978 Munsterlandes, 2. Januar 1983 in Trincomalee aufgelegt, 17. November im Schlepp nach Kaohsiung, Taiwan, Dezember 1983 weiter in die Volksrepublik China, Abbruch ab März 1984 in Fujian |
| Kulmerland  | Vergrößerte Variante | Deutsche Werft / 765 | 5197418 | 27. April 1961    | 8. August 1971 Manica, Juni 1984 in Lissabon aufgelegt, Abbruch dort Ende 1986/Anfang 1987 |